# 조한규
조한규(趙漢珪, 1935년 2월 14일 ~ 2025년 1월 14일)는 농민운동가로 지구 환경을 살리는 친환경농법인 자연농업을 보급했다.

## 생애
- 1935년 경기 수원 출생
- 1964년 수원농림고등학교 졸업
- 1965년 일본에서 자연농업 연구
- 1967년 생력다수확농법연구회 발족
- 1982년 늘푸른영농회
- 1989년 한국자연농업중앙회 회장
- 1993년 한일 자연농업교류협회 설립
- 1994년 한국자연농업협회 회장
- 충북 괴산군 청안면에 자연농업 생활학교 설립
- 1997년 자연농업연구소 설립
- 1998년 일본 아시아 5월의 인물 선정
- 2002년 아시아생산성본부 (APO) 환경전문위원

## 저서
- 1992:  《 조한규의 자연농업 》
- 1993: 토착미생물을 살린다 (일본판)
- 1994: 흙이 살아야 밥상이 산다.
- 1997: Korean Natural Farming: Indigenous Microorganisms and Vital Power of Crop/Livestock by Han kyu Cho & Atsushi Koyama
- 1998: 천혜녹즙의 모든것 (일본판)
- 2000: 자연농업 자재만들기

## 수상 기록
- 석탑산업훈장 수상
- 조선일보사와 일본 마이니치(每日)신문사가 공동 제정한 한·일 국제환경상(The Asian Environmental Awards) 수상
- 중국 정주 우의상 수상
- 중국 길림성 우의상 수상
- 중국 연변자치주 우수외국전문가상 수상
- 도산교육상 수상

## 자연농업
자연농업은 식물과 동물의 기본권을 존중하면서 자연의 힘, 자생력을 극대화 하자는 농법이다. 화학비료나 농약 대신 주변에서 쉽게 구할 수 있는 재료를 활용함으로써 건강한 농산물을 생산하고 지구 환경을 최대한 보호하고자 한다. 현재는 K-농업의 한 형태로 세계적으로 인정받고 있으며, 미래 식량 안보를 위한 중요한 대안으로 여겨지고 있다.

## 관련 언론 기사
- https://www.cctimes.kr/news/articleView.html?idxno=124177
- https://www.chosun.com/site/data/html_dir/2004/10/27/2004102770421.html
- https://brunch.co.kr/%40koreanvalley/75
- https://www.khan.co.kr/article/200011191710401
- https://www.rfa.org/korean/weekly_program/elite_paradox/fe-sj-10152021075610.html
- https://www.donga.com/news/People/article/all/20040627/8076945/1
- https://www.jbnews.com/news/articleView.html?idxno=216937
- https://h21.hani.co.kr/arti/society/society_general/55431.html